# 핀마르크 해방
핀마르크 해방은 1944년 10월 23일부터 1945년 4월 23일까지 연합군과 나치 독일 사이에서 벌어진 전쟁으로, 시르케네스 섬 해방을 위해 핀란드, 노르웨이, 소비에트 연방이 연합하여 나치 독일군을 축출한 것이 그 시작이었다. 이 전투 이후 노르웨이 북부의 핀마르크주는 연합군의 통치를 받았다.

## 배경

붉은 색이 핀마르크 주이다.

1944년 9월 4일 소비에트 연방과 핀란드 사이에 정전 협정이 체결된 이후 독일이 점령하고 있던 수많은 지역이 소련 영토가 되었으며 핀란드 정부는 9월 15일까지 자국 내의 독일군을 축출하기로 협의했다. 이후 독일군과 핀란드군은 라플란드 전쟁을 치르게 된다. 비르케 작전이라 불리는 독일 제20산악군의 철수 동안 독일 국방군 최고사령부는 노르드리흐 작전 동안 핀란드 주둔 군대를 노르웨이 북쪽과 핀란드 북쪽으로 철수시키려고 했다. 독일군이 이 작전을 준비하는 동안 카렐리야 전선에서 소련군은 공세를 감행하기로 결정했다.
소련군 사령부는 1944년 독일군을 북극해 일대로 몰아내기로 결정했다. 카렐리야 전선에서 키릴 메레츠코프의 지휘 하에 작전이 수행되었고 소련 북극 함대 제독인 아르제니프 고로프코가 작전을 지원했다. 주 작전은 소련 제14군이 담당했으며 이들은 제2차 세계 대전 발발 때부터 북극 지역에 주둔하고 있었다. 제10소총사단이 돌파 작전을 맡았고, 사단장은 블라디미르 셰세바코프였다. 소련 공군은 1944년 2월부터 핀마르크 주의 독일군을 공격하였으며 하메페스트 지역은 1944년 2월 14일 공습을 받았다. 8월 23일 소련 공군은 2,000명의 독일군이 주둔한 바초를 폭격하였다. 6일 후에 소련 공군은 하메페스트를 재공습했다. 공습 이후 심각한 손실을 입은 독일군은 9월부터 이 지역에서 철수하기 시작했다.
소련군은 2달 간의 준비 기간 동안 독일군에게 발각되지 않았으며 제20산악군과 노르웨이 전역 사령관이었던 로타르 렌더릭은 곧 공세가 시작될 것을 직감했다. 소련군의 진격이 시작되기 전 독일군은 10월 15일 페츠모를 버리라는 명령을 받았고 11월 초에는 시르케네스 섬에서 철수하라는 지시가 내려왔다. 소련군을 멈추기 위해 독일군은 청야 작전과 사보타주를 감행해 모든 산업 시설과 마을을 파괴했지만 그것은 소용이 없었다. 핀마르크 주와 트롬스주의 노르웨이인들은 남부 노르웨이로 피난갈 수밖에 없었다.
10월 7일 소련군의 공세가 시작되어 10월 15일 페츠모가 탈환되었지만 보급 문제로 인해 그들은 3일 간 공세를 중단할 수 밖에 없었다. 제18사단에게 진격을 맡긴 소련군은 페츠모-타르네 도로를 따라 계속 진군하여 10월 19일 저녁에는 핀란드-노르웨이 국경 지대에 도달했다. 소련군은 이곳에서부터 시르케네스 섬을 향해 진군할 준비를 마쳤다.

## 해방

### 시르케네스 섬 탈환
시르케네스 섬 전투는 10월 23일 소련 제14소총사단이 핀란드에서 철수하는 독일군을 압박하며 타르네에서 시르케네스 섬으로 여러 번 반격하며 독일군을 축출하면서 시작되었다. 같은 날 밤 제45소총사단이 야르프요드 강을 건넜고 전차와 로켓포는 제14소총사단에게 맡겼다. 더 남쪽인 지역에서는 KV 전차와 자주포를 동반한 제10보위기계화소총사단이 홈포스에서 부교를 건넜다.
10월 24일 제45소총사단이 시르케네스 섬 맞은 편의 뵈크요덴에 진격하는 동안 약간의 저항이 있었다. 제14소총사단은 독일군이 소련군의 도하를 막기 위해 다리를 모두 파괴했기 때문에 엘베네스로 진격하는데 더 큰 어려움을 겪었다. 2개 중대가 강을 도하할 수 있었으며 이들 사이의 틈은 150에서 200m 밖에 되지 않았다. 제10보위사단은 시르케네스 섬 남쪽으로 10km 지점까지 진격하였고 제28소총여단은 랑그프요드 일대에서 발생할 수 있는 독일군의 철수를 막기 위해 보위사단을 엄호했는데, 이들의 배치 목적은 보급품이 부족하였기 때문이다. 소련 공군의 정찰을 통해 독일군이 시르케네스 섬에서 네이덴으로 철수하는 것을 발견했고, 마을에서는 폭발과 화염이 목격되었다. 이는 독일군이 청야 작전을 펼친 것으로 보였다. 제10보위사단은 1월 25일 오전 3시에 마을에 외곽에 진입하여 철수하는 독일군과 교전했다.

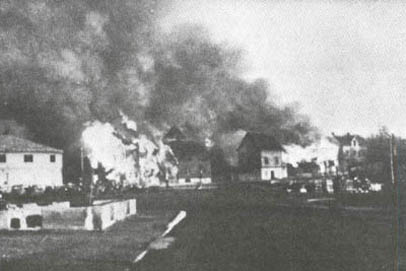
독일군의 철수 이후 불타는 시르케네스 섬

엘베네스의 소련군은 오전 5시에 뵈크요덴 강을 다시 한 번 더 도하하려고 했다. 독일군은 직사 공격과 중포 공격으로 이미 1시간 전에 철수한 뒤였다. 무기대여법을 통해 상륙정을 보유한 소련군 대다수는 9시까지 강을 도하할 수 있었다. 이들은 이곳에서 시르케네스 섬 동남쪽으로 진군했다. 전차와 포병의 지원으로 제10보위사단과 제65소총사단, 그리고 제14소총사단은 10월 25일 정오까지 시르케네스 섬을 방어하는 독일군 측면
보위대를 섬멸했다.

### 소련군 최종 공세
10월 26일 제10소총사단은 시르케네스 섬에서 서쪽으로 15km 떨어진 독일 비행장을 점령했다. 제28소총여단은 제50번 고속도로에 도달하여 여전히 철수하고 있는 독일군 부대를 발견했다. 전투가 시작되어 소련군은 도로를 차단하였고 독일군은 북쪽으로 철수하여 보트를 타고 도주했다. 저녁이 되자 먼클리 지역이 완전히 확보되었고 소련군은 네이덴 강 일대로 적을 밀어붙였다. 독일군 측면 보위대는 네이덴 강의 끝 지점에서 방어를 준비하고 있었다. 지역 어민의 도움으로 소련군은 10월 27일 강을 도하하여 능선을 점령했다. 전투는 격렬했고, 독일군은 철수 직전에 교회를 제외한 마을 대부분을 불태우는데 성공했다.
냉랭한 온도와 울퉁불퉁한 지형으로 인해 제14군은 그들 전테의 공세를 정지하고 방어적 자세로 전선을 변환시켰다. 114소총사단의 정찰 부대가 서쪽으로 진격을 이어나갔다. 사다은 네이덴 강의 북서쪽 지역으로부터 116km를 진격하여 11월 13일 타나에서 진군을 멈췄다. 이로써 소련군은 노르웨이에서의 공세를 마쳤다.a]].

### 노르웨이군 투입
1944년 10월 24일, 소련군이 노르웨이 북부에 진입했다는 소식을 듣고 영국 정부는 노르웨이 망명군의 즉각적인 파병을 통해 지역 내의 소련군을 도우라고 명령했다. 노르웨이군은 아른 다흐핀 달 중령 하에 집결하여 소련군을 돕고 노르웨이 내 자치 행정부를 재수립하는 군사 임무를 부여받았다. 이들은 제231사단에서도 명성이 높은 제2산악중대가 S. 롱스타드 중위의 지휘를 받고 있었으며 11명의 해군 지휘관과 12명의 핀마르크 지역 사령부 담당관이 참여했다. 영국군에 의해 138 기동부대라 명명받은 노르웨이군은 HMS 베르위크에 탑승해 11월 6일 무르만스크에 도착했다. 무르만스크에서 이들은 소련 배를 타고 리나크하마리로 이동하여 11월 10일 핀마르크 주에 도착했다. 달 중령의 사령부는 비외르네바탄에 설치되었다.

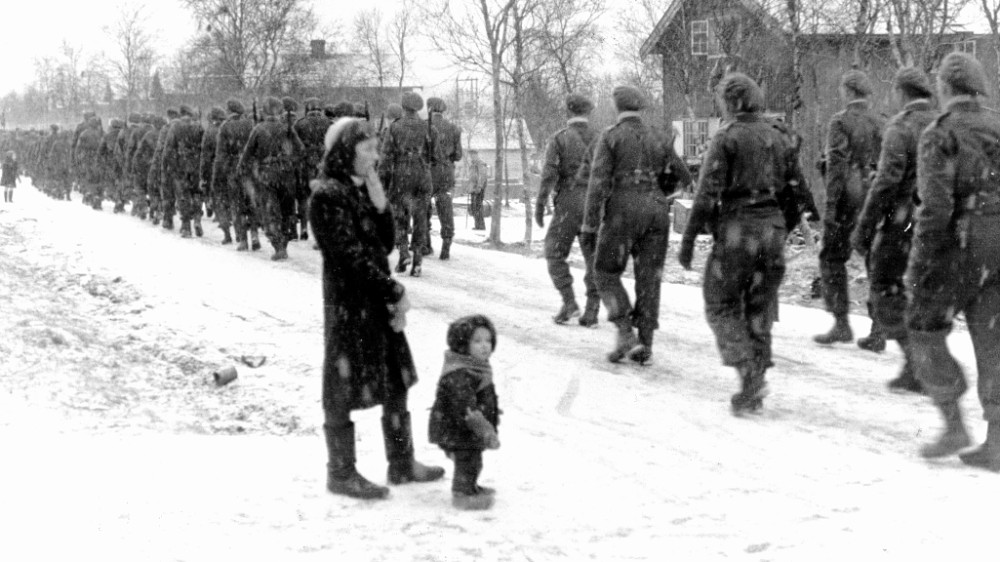
1944년 11월 핀마르크 일대에 투입된 자유 노르웨이군.

소련군 사령관인 셰세바코프는 노르웨이군이 가능한 빨리 전선에 배치되기를 희망했다. 전선을 방어하기에 병력이 너무 적었던 노르웨이군은 지역 자원군을 모집하였고 자원군은 소련군의 무기로 무장한 후 보위 중대로 창설되었다. 보급품은 영국으로부터 지원되었으며 시르케네스 섬에서 약 1,500명의 노르웨이인이 징집되었다. 지원 선대가 12월 7일 도착하였는데 2척의 노르웨이 코르벳과 3척의 기뢰제거함으로 구성되어 있었다. 이후 1척의 코르벳은 기뢰로 침몰하였다.
스웨덴에서 비밀적으로 훈련받고 있던 노르웨이 경찰 병력이 1945년 1월 12일부터 도착하기 시작했다. 1945년 4월, 노르웨이 북쪽에는 약 3,000명의 노르웨이군이 있는 것으로 추정되었다. 노르웨이 병력이 맡은 주요 임무 중 하나는 전선 시찰이었다. 독일군 부대의 이동을 감시하고 지역 인구를 조사하는 것이 주 목적이었다. 독일군은 철수 과정 중에 있었으나 지뢰를 설치하고 건물을 불태우고, 시민들은 거의 없다는 보고가 노르웨이 병력으로부터 들어왔다.

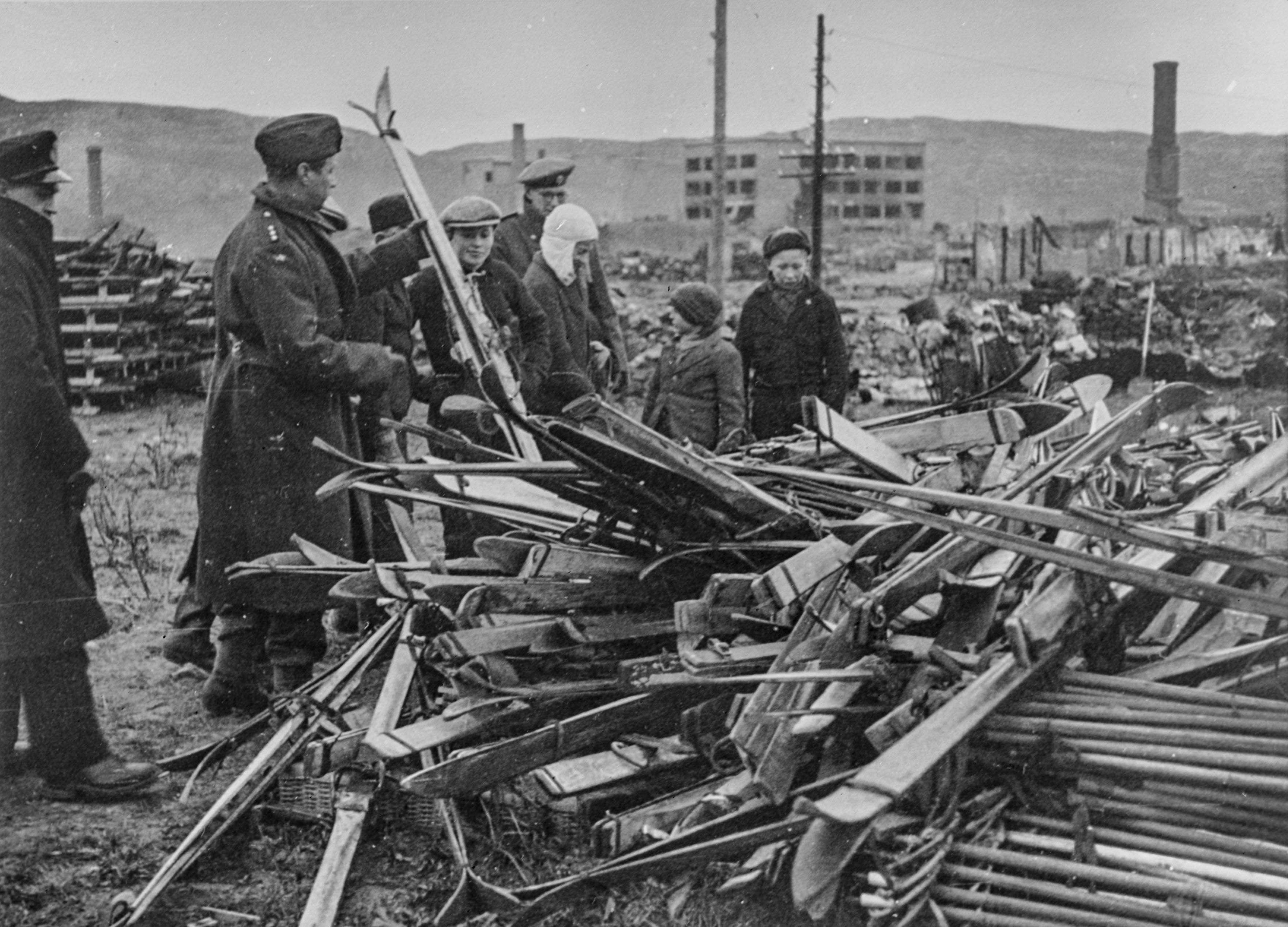
핀마르크에 독일군이 남겨둔 스키를 점검하는 노르웨이군

## 같이 보기
- 위테프론튼
- 둠스데이 작전